# SN 2010fa
SN 2010fa – supernowa typu Ia odkryta 13 maja 2010 roku w galaktyce A141301+5427. W momencie odkrycia miała maksymalną jasność 21,90m.